# 練馬区立光和小学校
練馬区立光和小学校（ねりまくりつこうわしょうがっこう）は、東京都練馬区石神井町二丁目にある公立小学校。
学区域は石神井町2,4,8丁目と1,3,7丁目の一部である。

## 沿革
- 1955年
  - 4月1日 - 開校
  - 5月31日 - 開校記念日
  - 9月1日 - 校章制定
- 1958年3月4日 - 講堂兼体育館建設
- 1961年8月31日 - 火災により16教室焼失
- 1963年2月13日 - 鉄筋校舎24教室完成
- 1965年
  - 3月25日 - 校旗調製ならびに校歌制定
- 1977年9月1日 - 増築（特別8教室）竣工により旧校舎の全容が整う。
- 1988年1月28日 - 校庭緑化工事
- 1991年11月8日 - 教室開放施設・特別教室など改築
- 1996年4月1日 - 新校地、バスケットコート・農園として整備される。
- 2002年9月1日 - 校舎全面改築工事・仮設校舎へ移転
- 2004年
  - 4月1日 - 新校舎(プール）完成
  - 9月27日 - 新校庭完成
- 2006年8月31日 - 体育館耐震工事完成
- 2007年
  - 4月1日 - 練馬区立学校2学期制試験導入
  - 6月 - プールのひさし完成
- 2008年8月 - 普通教室クーラー設置
- 2009年1月14日 - ぴっかりひろば（学童保育）スタート
- 2016年
  - 3月31日 - 練馬区立学校2学期制終了
  - 4月1日 - 練馬区立学校3学期制再施行

## 設備

### 校庭
- 鉄棒、ジャングルジム、砂場、アスレチック、芝生コートなど。

### 校内
- この小学校のクラスは、大きな部屋を5つに区切り、4個を教室に、1個を学年ホールにしている。
  - これはすべての学年に共通である。

- 1階
  - 家庭科室
    - 準備室

  - 放送室
  - 図工室
    - 準備室

  - パソコン室
  - 図書室
  - 給食調理室
  - 倉庫
  - 教材準備室
  - 保健室
  - 職員室
  - 校長室
  - 事務室
  - 算数少人数教室

- 2階
  - 音楽室（第一、二）
  - のばら（低学年多目的室）
  - 生活室（第一、二学年多目的室）
  - 第一学年教室
  - 教材準備室
  - 第二学年教室
  - 教材準備室
  - 児童会室

## アクセス
- 西武池袋線石神井公園駅北口より徒歩3分。
- 西武バス・国際興業バス光和小学校停留所より徒歩1分。

## 著名な卒業生
- 池上彰（ジャーナリスト）[2]
- 檀ふみ（女優、タレント）[3]
- 假屋崎省吾（フラワーアーティスト）[4]
- 佐藤可士和 (クリエイティブディレクター、アートディレクター、グラフィックデザイナー)
- 瀬戸健一郎（政治家）

## その他
- 新校舎建設費に30億円を費やし、一部、補助金が出ている。
- 2004年に太陽光発電・風力発電などを利用したエコスクールになったので、東京電力のパイロット校となり、CMに出たりテレビ東京系列の「出没!アド街ック天国」などにランクインされている。
- 校旗はのばらを中心にイメージされ、実際、校舎の東側（正門付近）にのばらの花がある。